# Inštitut za liturgiko in cerkveno glasbo Teološke fakultete v Ljubljani
Inštitut za liturgiko in cerkveno glasbo je znanstveno-raziskovalni inštitut, ki deluje v okviru Teološke fakultete Univerze v Ljubljani.
Predstojnik inštituta je prof. dr. Slavko Krajnc.